# Языковой совет Норвегии
Языковой совет Норвегии (норв. Språkrådet) — научная организация, являющаяся официальным регулятором норвежского языка (букмол и нюнорск), а также занимается популяризацией норвежского жестового языка и поддержкой малых языков Норвегии (квенского, скандинавско-цыганского и пр.).
Создан в 2005 году взамен Норвежского языкового совета (норв. Norsk språkråd), который работал с 1974 по 2005 годы.
Подчиняется Министерству культуры Норвегии.